# مارینا آلابائو
مارینا آلابائو (اسپانیایی: Marina Alabau‎؛ زادهٔ ۳۱ اوت ۱۹۸۵) قایقران قایق بادبانی اهل اسپانیا است.